# Sphère de Strömgren

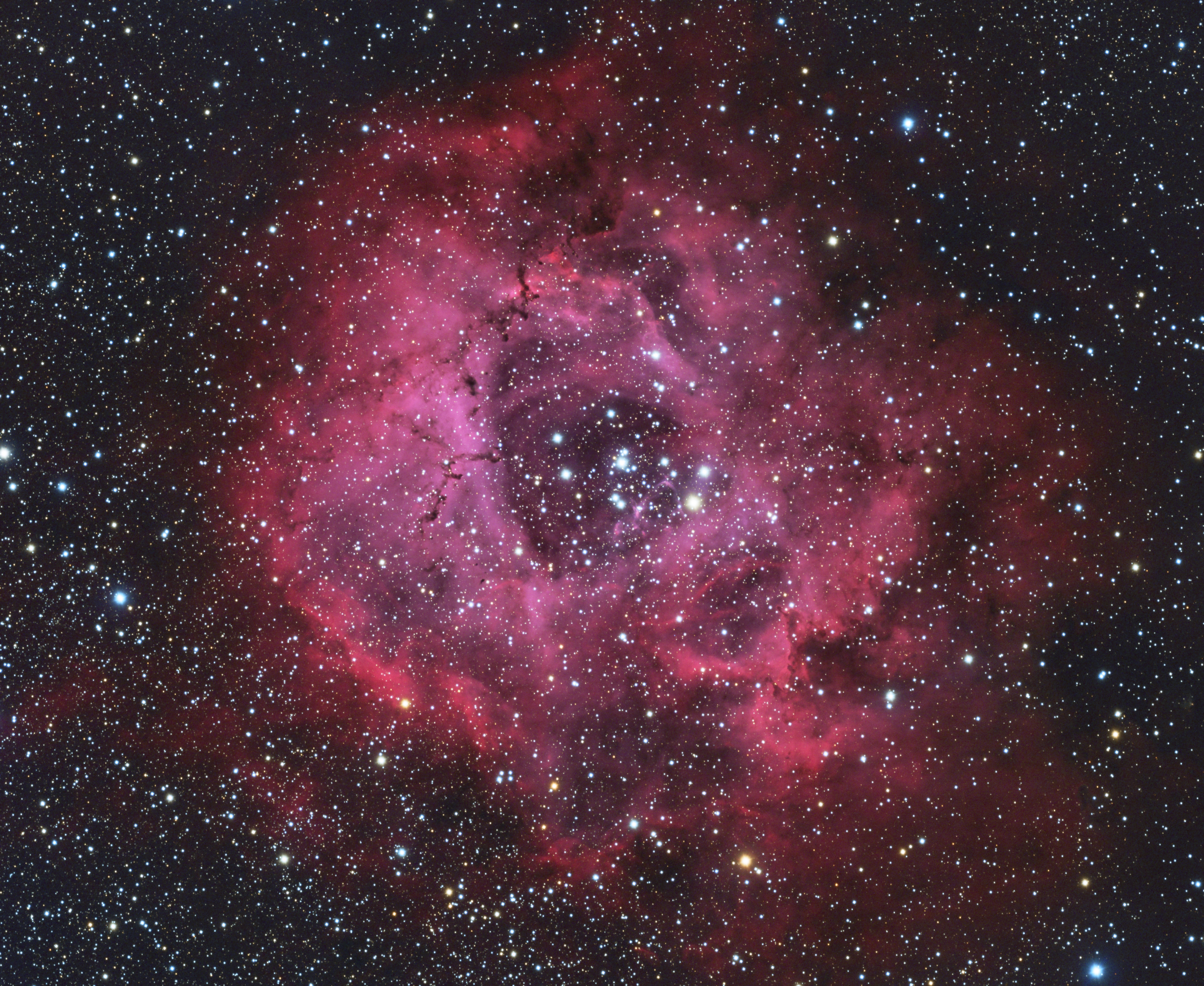
La nébuleuse de la Rosette est une région HII et le paradigme de sphère de Strömgren.

Une sphère de Strömgren est une région HII ou zone d'hydrogène ionisé, de forme sphérique et située autour d’une étoile jeune de type spectral O ou B, ou d’une association OB, un groupe d'étoiles de ces deux types spectraux. Le paradigme de sphère de Strömgren est la nébuleuse de la Rosette.  Le nom provient de l'astronome et astrophysicien Bengt Strömgren, qui découvrit les premières sphères de Strömgren à la fin des années 1930.

## Le phénomène physique
Un astre très chaud (au moins 30 000 K) émet un rayonnement intense, en particulier dans l'ultraviolet extrême. Cet astre est supposé être entouré d'un nuage composé principalement d'hydrogène à basse pression.
Le rayonnement ultraviolet ionise l'hydrogène en protons et électrons, formant un plasma qui serait transparent s'il ne contenait pas des traces d'atomes plus lourds susceptibles d'émettre des raies spectrales d'atomes très ionisés.
Cette transparence permet la propagation du rayonnement ultraviolet qui ionise des couches de plus en plus éloignées. Mais, en raison de pertes d'énergie dues d'abord aux atomes lourds, puis au rayonnement des atomes d'hydrogène neutre, la température décroît de manière inversement proportionnelle au rayon, de sorte que le composant majeur en devient l'atome d'hydrogène (avec une excitation décroissante) et finalement la molécule de dihydrogène.
La coquille d'hydrogène atomique est relativement mince: elle apparaît brusquement lorsque le rayonnement de l'ultraviolet lointain qui maintient l'ionisation disparaît, de sorte que les atomes formés rayonnent intensément, ce qui refroidit le gaz et fait apparaître de nouveaux atomes. Ce rayonnement intense absorbe rapidement l'essentiel du rayonnement provenant de l'étoile qui peut ne plus être visible.
Le plasma qui forme la coquille est souvent superradiant, de sorte que, par compétition des modes, l'émission très intense de lumière ne se produit que pour les rayons qui ont le plus long parcours dans la coquille, c'est-à-dire les rayons tangents à la sphère de Strömgren. On observe un cercle ponctué si la superradiance est assez intense pour provoquer une compétition des modes qui génèrent le cercle.
Les anneaux de la supernova SNR1987A coïncident avec les limbes d'une structure gazeuse en forme de sablier qui pourrait être une sphère de Strömgren étranglée par des variations de densité du gaz. Ignorant la superradiance, Burrows et al. nient que les "colliers de perles" de SNR1987A coïncident avec les limbes du sablier.
La très grande radiance, à toute fréquence, des rayons émis par l'étoile permet  une absorption multiphotonique du spectre continu pour exciter les niveaux discrets des atomes d'hydrogène. En effet, des fréquences propres de l'atome peuvent être obtenues en combinant quelques fréquences du spectre continu. Comme les rayons superradiants induisent des émissions des atomes, absorption et émission se combinent en une diffusion multiphotonique induite par les rayons superradiants. L'étoile, observée dans un angle solide beaucoup plus petit que les points des anneaux n'est plus visible.
Munoz et al. ont attribué les points qui forment heic1116a à un effet gravitationnel, alors que la régularité de l'image est comparable aux modes d'un laser: il pourrait s'agir d'une sphère de Strömgren,.

## Sources